# Domicilio (astrologia)

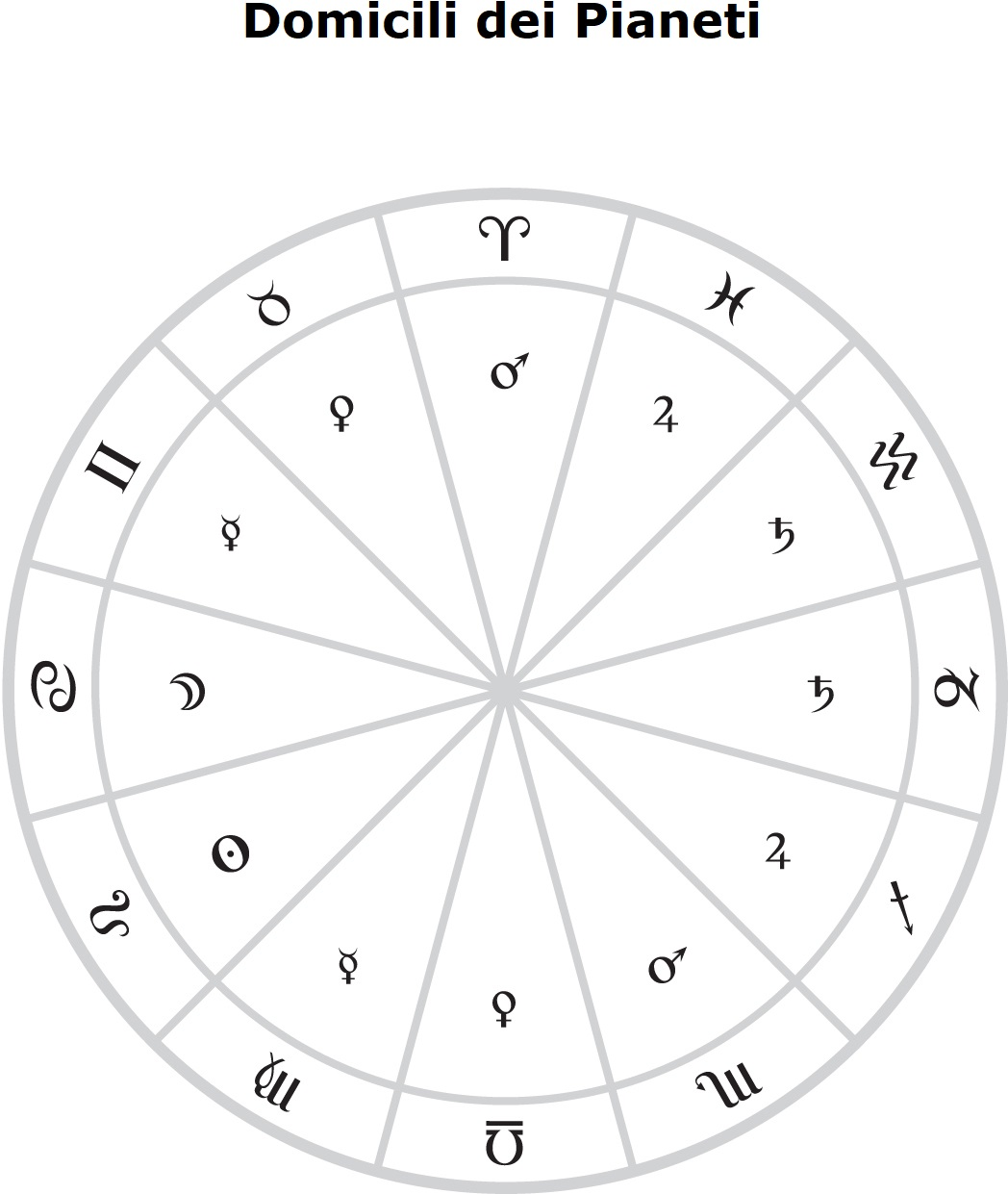
I domicili dei sette pianeti classici nei rispettivi segni dello zodiaco

Il domicilio in astrologia è il legame peculiare di ciascun pianeta con due specifici segni zodiacali eletti a sua «dimora», mentre i luminari (Sole e Luna) sono domiciliati in un solo segno zodiacale.
Il domicilio è una delle 5 dignità astrologiche che legano positivamente ogni pianeta e luminare in modi diversi ai segni zodiacali.

## Caratteristiche dei pianeti in domicilio
Secondo la teoria astrologica tradizionale, le caratteristiche tipiche dei pianeti e dei luminari si manifestano al meglio, con particolare intensità (fortitudo), quando essi si trovano nei loro rispettivi domicilii, cioè nei segni di cui sono «governatori». Qui infatti, essendo padroni nella loro dimora naturale, la loro potenza è massima.

### Domicili diurni e notturni
I domicili dei pianeti vengono distinti in diurni (o «solari») e notturni (o «lunari»), a seconda che corrispondano ad un segno di fuoco o di aria nel primo caso, oppure ad un segno di terra o di acqua nel secondo caso.
Nei domicilii diurni un pianeta manifesta la propria natura in maniera estroversa, in quelli notturni in maniera più intima e meno appariscente.
- Sole  - Domicilio Diurno: Leone[1]
- Luna  - Domicilio Notturno: Cancro[1]
- Mercurio  - Domicilio Diurno: Gemelli - Domicilio Notturno: Vergine[1]
- Venere  - Domicilio Diurno: Bilancia - Domicilio Notturno: Toro[1]
- Marte  - Domicilio Diurno: Ariete - Domicilio Notturno: Scorpione[1]
- Giove  - Domicilio Diurno: Sagittario - Domicilio Notturno: Pesci[1]
- Saturno  - Domicilio Diurno: Aquario - Domicilio Notturno: Capricorno[1]

- Urano  - Domicilio Diurno: Aquario[3]
- Nettuno  - Domicilio Notturno: Pesci[4]
- Plutone  - Domicilio Notturno: Scorpione[5]

La Tetrabiblos di Tolomeo adottava un criterio diverso nel distinguere i domicili diurni da quelli notturni, a seconda che si trovino nell'emiciclo della sfera celeste «solare» (che comincia dal Leone, e comprendente poi Vergine, Bilancia, Scorpione, Sagittario, e Capricorno) o «lunare» (a partire dal Cancro, e comprendente a ritroso anche Gemelli, Toro, Ariete, Pesci, e Aquario). 
Di fatto, alcuni dei domicili oggi ritenuti solari (Gemelli, Ariete, Aquario) erano invertiti coi loro complementari notturni (Vergine, Scorpione, Capricorno), e viceversa.
Anche i pianeti, peraltro, possono essere distinti in diurni e notturni, secondo lo stesso Tolomeo:
(Claudio Tolomeo, Tetrabiblos, I, 7)

### Debilità opposta
Opposto al domicilio vi è l'esilio, nel quale le caratteristiche dei pianeti risultano viceversa depotenziate.